# Zapora Tarbela
Zapora Tarbela – zapora i elektrownia wodna na rzece Indus w północnym Pakistanie. Znajduje się w Dystrykcie Haripur, około 50 kilometrów na południowy zachód od Islamabadu. Jest drugą zaporą wodną na świecie pod względem wielkości konstrukcyjnej (po Zaporze Trzech Przełomów) i największą zaporą wodną Pakistanu (przed Zaporą Mangla). 

## Historia
Z powodu problemów Pakistanu z niedoborami wody, które były spowodowane sezonowymi wahaniami jej przepływu w rzece Indus i jego dopływach rząd Pakistanu poprosił Bank Światowy o wsparcie proponując realizację projektu Indus Basin. Zakładał on budowę dwóch zapór: Mangala na rzece  Dźhelam i Tarbela na rzece Indus.  Oprócz nawodnienia terenów wykorzystywanych przez rolnictwo, zapory miały pomóc w produkcji energii i ochronie przeciwpowodziowej. Budowę prowadziła firmaTarbela Dam Joint Venture. Było to wspólne przedsięwzięcie trzech włoskich i trzech francuskich firm. W 1969 roku dołączyło do nich pięć firm niemieckich i dwie szwajcarskie.
Budowa zapory została ukończona w 1974 roku. Zapora pełni funkcję podstawowego zbiornika wody pitnej i zaplecza energetycznego Islamabadu. Całkowita długość obiektu wynosi 2743 metry, a jego maksymalna wysokość – 143 metry. Maksymalna moc hydroelektrowni Tarbela wynosi obecnie 4888 MW. Zbiornik ma powierzchnię 250 km².
Powstanie zapory doprowadziło do zatopienia obszaru zajmowanego przez kilkaset wsi i przesiedlenia 96 000 osób.

## Elektrownia
Tarbela 1 została oddana do użytku w 1977 roku i ma moc 700 MW ma cztery bloki. Tarbela 2 o mocy 1050 MW ma sześć bloków (oddane do użytku w 1982 i 1985 roku). Tarbela 3 o mocy 1728 MW ma cztery bloki (oddane do użytku w 1992 i 1993 r.). Ponieważ ponad 70% wody z zapory Tarbela przepływające przez dwa przelewy nie jest wykorzystywane do wytwarzania energii. w 2014 roku rozpoczęto budowę  Tarbela 4 o mocy 1410 MW. Decyzję o budowie Tarbela 5 o mocy 1410 MW podjęto w 2019 roku, co zwiększy moc elektrowni do 6298 MW.